# Batorówko
Batorówko [pronunciación en polaco: /batɔˈrufkɔ/] (en alemán: Neu Battrow) es un pueblo ubicado en el distrito administrativo de Gmina Lipka, dentro del Distrito de Złotów, Voivodato de Gran Polonia, en el oeste de Polonia central. Se encuentra aproximadamente a 4 kilómetros al sureste de Lipka, a 22 kilómetros al noreste de Złotów, y a 123 kilómetros al norte de la capital regional Poznań.
El pueblo tiene una población de 210 habitantes.